# Iglesia de San Marcos (Toledo)
La iglesia de San Marcos de la ciudad española de Toledo formaba parte del convento de la Santísima Trinidad y se levantó de nueva planta durante el siglo XVII. 
Las obras empezaron en 1628, según trazas de Jorge Manuel Theotocópuli, por entonces, maestro mayor de la Catedral, del Alcázar y del Ayuntamiento de Toledo. Ajeno y anterior a la obra del templo propiamente dicho, a los pies del muro del evangelio del mismo, se sitúa un pórtico o anteiglesia, con el único acceso desde el exterior y la espadaña. Esta última, toda en ladrillo visto, es obra de 1622, trazada y ejecutada por Francisco de Espinosa, maestro de obras y alarife municipal. El mencionado acceso, desde el exterior, se efectúa a través de una portada-retablo en piedra, realizada en torno a 1620. 

## Descripción
Con respecto a la fábrica general de la iglesia, se sabe que hasta 1666 no se trabaja en la capilla mayor, y que hacia 1693 se concluye la cúpula que se levanta sobre el tramo central del transepto. Como partes anejas a la fábrica principal, las dos capillas absidiales, a ambos lados del presbiterio, una decoración a base de pequeñas ménsulas o modillones pareados, extraños a la arquitectura toledana de la época. Como parte importante de la iglesia, y ajeno a la traza general de la misma, se encuentra un importante voladizo, cuyos elementos decorativos se disponen sobre la nave central, base del amplio coro, en alto, situado a los pies del templo. 
La iglesia presenta una planta rectangular con irregularidades; los pies de la misma quedan configurados en forma inclinada, con sucesivos retranqueamientos, desde una capilla situada a los pies de la nave de la epístola, a modo de anteiglesia, donde se sitúan la portada y la espadaña. La iglesia consta de tres naves, la central es muy ancha, ocupa prácticamente el doble de espacio que las laterales. El crucero, que no sobresale en planta, es de anchura semejante a la nave central. El presbiterio es poco profundo y ligeramente elevado, respecto al transepto. El coro es amplio y se localiza en alto a los pies del templo. 
El interior de la iglesia es amplio y diáfano y en él predominan las cubiertas abovedadas. Exteriormente presenta pocos vanos, así como unos perfiles rectilíneos y acusados; se destacan, por su amplitud y altura, la nave central, el crucero y el cimborrio exterior, cubierto con pizarra, que enmascara la cúpula. 